# 月輪経家
月輪 経家（つきのわ つねいえ）は、鎌倉時代中期の公卿。非参議正二位左中将。父は歌人として知られる内大臣九条基家、母は参議一条高能女。父基家は九条を称していたが、経家からあとは月輪と称す。

## 経歴
以下、『公卿補任』及び『尊卑分脈』に基づいて記述する。
- 暦仁元年（1238年）12月1日、叙爵[3]。禁色を許される。同月20日、侍従に任ぜられる。
- 暦仁2年（1239年）1月5日、正五位下に昇叙。
- 延応元年（1239年）4月13日、右少将に任ぜられる。同月28日、従四位下に昇叙[4]。同年10月18日、右中将に転任。
- 延応2年（1240年）1月22日、讃岐権介を兼ねる。同年4月5日、従四位上に昇叙[5]。
- 仁治元年（1240年）11月12日、正四位下に昇叙。
- 仁治2年（1241年）2月1日、従三位に叙される。
- 仁治3年（1242年）3月7日、播磨権守を兼ねる。同年4月9日、正三位に昇叙。
- 仁治4年（1243年）従二位に昇叙。
- 建長3年（1251年）1月22日、正二位に昇叙。
- 弘長3年（1263年）2月14日、出家。この時48才。

## 系譜
- 父：九条基家（1203-1280）
- 母：一条高能の娘
- 妻：不詳
  - 女子：三条公兼室 - 三条実秀母